# Monts Wondiwoi
Les monts Wondiwoi forment une chaîne montagneuse de la péninsule Wandammen dans la péninsule indonésienne de Nouvelle-Guinée.
Ils culminent à une altitude de 2 252 m et font partie d'une réserve naturelle ayant une grande biodiversité.